# Discografia de The Script
A discografia de The Script, banda irlandesa de rock, consiste em sete álbuns de estúdio, vinte e cinco singles e vinte e três video clipes.
A banda lançou seu álbum de estréia, o autointitulado The Script, em 2008. O disco estreou em primeiro lugar tanto na Irlanda quanto no Reino Unido. Ele também alcançou o top 10 dos mais vendidos na Austrália e na Suécia e alcançou a 19ª posição da parada Top Heatseekers dos Estados Unidos.
O primeiro single do The Script, a canção "We Cry", alcançou posições altas nas paradas de sucesso irlandesas e dinamarquesas. Logo depois eles lançaram o compacto de maior sucesso do primeiro álbum, a música "The Man Who Can't Be Moved", que figurou no topo das paradas de vários países europeus.

## Álbuns de estúdio
| Título                                       | Detalhes do álbum                                                                                                 | Posição nas paradas | Posição nas paradas | Posição nas paradas | Posição nas paradas | Posição nas paradas | Posição nas paradas | Posição nas paradas | Posição nas paradas | Posição nas paradas | Posição nas paradas | Certificações    |
| Título                                       | Detalhes do álbum                                                                                                 | IRL                 | AUS                 | DIN                 | ALE                 | HOL                 | NZL                 | SUE                 | SUI                 | UK                  | EUA                 | Certificações    |
| -------------------------------------------- | --- | ------------------- | ------------------- | ------------------- | ------------------- | ------------------- | ------------------- | ------------------- | ------------------- | ------------------- | ------------------- | ---------------- |
| The Script                                   | - Lançamento: 8 de agosto de 2008 - Gravadora: Phonogenic, RCA - Formatos: CD, download digital                   | 1                   | 9                   | 15                  | 32                  | 25                  | 15                  | 6                   | 16                  | 1                   | 64                  | - UK: 4× Platina |
| Science & Faith                              | - Lançamento: 10 de setembro de 2010 - Gravação: RCA, Epic - Formatos: CD, download digital                       | 1                   | 2                   | 23                  | 40                  | 14                  | 15                  | 52                  | 15                  | 1                   | 3                   | - UK: 2× Platina |
| #3                                           | - Lançamento: 9 de outubro de 2012 - Gravadora: RCA, Epic - Formatos: CD, download digital                        | 1                   | 9                   | 32                  | 11                  | 8                   | 11                  | 59                  | 4                   | 2                   | 13                  | - UK: Platina    |
| No Sound Without Silence                     | - Lançamento: 12 de setembro de 2014 - Gravadora: Phonogenic Records - Formatos: CD, download digital             | 1                   | 5                   | 11                  | 12                  | 3                   | 6                   | 20                  | 2                   | 1                   | 10                  | - AUS: Ouro      |
| Freedom Child                                | - Lançamento: 12 de setembro de 2017 - Gravadora: Phonogenic Records - Formatos: CD, download digital             | 1                   | 5                   | 26                  | 43                  | 3                   | 17                  | 27                  | 10                  | 1                   | 58                  | - UK: Ouro       |
| Satellites                                   | - Lançamento: 16 de agosto de 2024 - Gravadora: BMG Rights Management - Formatos: CD, download digital, streaming | 1                   | —                   | —                   | 91                  | 9                   | —                   | —                   | 67                  | 2                   | —                   |                  |
| "—" Não entrou na tabela musical deste país. | |                     |                     |                     |                     |                     |                     |                     |                     |                     |                     |                  |

## Singles
| Canção                                       | Ano  | Posição nas paradas | Posição nas paradas | Posição nas paradas | Posição nas paradas | Posição nas paradas | Posição nas paradas | Posição nas paradas | Posição nas paradas | Posição nas paradas | Posição nas paradas | Certificações                                     | Álbum                    |
| Canção                                       | Ano  | IRL                 | AUS                 | CAN                 | DIN                 | ALE                 | HOL                 | NZL                 | SUI                 | UK                  | EUA                 | Certificações                                     | Álbum                    |
| -------------------------------------------- | ---- | ------------------- | ------------------- | ------------------- | ------------------- | ------------------- | ------------------- | ------------------- | ------------------- | ------------------- | ------------------- | ------------------------------------------------- | ------------------------ |
| "We Cry"                                     | 2008 | 9                   | 82                  | —                   | 6                   | 61                  | —                   | —                   | 56                  | 15                  | —                   |                                                   | The Script               |
| "The Man Who Can't Be Moved"                 | 2008 | 2                   | 44                  | —                   | 2                   | 28                  | 19                  | 19                  | 17                  | 2                   | 86                  | - EUA: Platina                                    | The Script               |
| "Breakeven"                                  | 2008 | 10                  | 3                   | 20                  | 13                  | 71                  | 48                  | —                   | 66                  | 21                  | 12                  | - AUS: 2× Platina - UK: Platina - EUA: 2× Platina | The Script               |
| "Talk You Down"                              | 2009 | 19                  | —                   | —                   | —                   | —                   | —                   | —                   | —                   | 47                  | —                   |                                                   | The Script               |
| "Before the Worst"                           | 2009 | 37                  | 10                  | —                   | —                   | —                   | —                   | —                   | —                   | 96                  | —                   | - AUS: Platina                                    | The Script               |
| "For the First Time"                         | 2010 | 1                   | 12                  | 30                  | 39                  | 83                  | 16                  | 20                  | 37                  | 4                   | 23                  | - EUA: Platina                                    | Science & Faith          |
| "Nothing"                                    | 2010 | 15                  | 50                  | 80                  | —                   | —                   | 12                  | 32                  | —                   | 42                  | 32                  | - NZL: Ouro                                       | Science & Faith          |
| "If You Ever Come Back"                      | 2011 | —                   | 47                  | —                   | —                   | —                   | 29                  | 29                  | —                   | 188                 | —                   | - AUS: Ouro                                       | Science & Faith          |
| "Science & Faith"                            | 2011 | —                   | —                   | —                   | —                   | —                   | —                   | —                   | —                   | —                   | —                   |                                                   | Science & Faith          |
| "Hall of Fame" (featuring will.i.am)         | 2012 | 1                   | 4                   | 25                  | 11                  | 4                   | 16                  | 3                   | 13                  | 1                   | 25                  | - EUA: 2× Platina                                 | #3                       |
| "Six Degrees of Separation"                  | 2012 | 25                  | 31                  | —                   | —                   | —                   | 32                  | —                   | —                   | 32                  | —                   | - AUS: Ouro                                       | #3                       |
| "If You Could See Me Now"                    | 2013 | 13                  | 34                  | —                   | —                   | 99                  | 27                  | 11                  | —                   | 20                  | —                   | - NZL: Ouro                                       | #3                       |
| "Millionaires"                               | 2013 | 74                  | —                   | —                   | —                   | —                   | —                   | —                   | —                   | 91                  | —                   |                                                   | #3                       |
| "Superheroes"                                | 2014 | 1                   | 7                   | —                   | 31                  | 8                   | 4                   | 14                  | 8                   | 3                   | 73                  | - AUS: Platina - UK: Ouro - EUA: Ouro             | No Sound Without Silence |
| "No Good in Goodbye"                         | 2014 | 62                  | 93                  | —                   | —                   | —                   | 35                  | —                   | 69                  | 26                  | —                   |                                                   | No Sound Without Silence |
| "Man on a Wire"                              | 2015 | —                   | —                   | —                   | —                   | —                   | —                   | —                   | —                   | 150                 | —                   |                                                   | No Sound Without Silence |
| "Rain"                                       | 2017 | 13                  | —                   | —                   | —                   | —                   | 3                   | —                   | 87                  | 15                  | —                   | - UK: Ouro                                        | Freedom Child            |
| "Arms Open"                                  | 2017 | —                   | —                   | —                   | —                   | —                   | 32                  | —                   | —                   | —                   | —                   |                                                   | Freedom Child            |
| "Freedom Child"                              | 2018 | —                   | —                   | —                   | —                   | —                   | —                   | —                   | —                   | —                   | —                   |                                                   | Freedom Child            |
| "—" Não entrou na tabela musical deste país. |      |                     |                     |                     |                     |                     |                     |                     |                     |                     |                     |                                                   |                          |

## Outras canções
| Canção                   | Ano  | Posição nas paradas | Posição nas paradas | Álbum           |
| Canção                   | Ano  | IRL                 | UK                  | Álbum           |
| ------------------------ | ---- | ------------------- | ------------------- | --------------- |
| "You Won't Feel a Thing" | 2010 | 48                  | 113                 | Science & Faith |

## Video clipes
| Canção                               | Ano  | Diretor           |
| ------------------------------------ | ---- | ----------------- |
| "We Cry"                             | 2008 | Charles Mehling   |
| "The Man Who Can't Be Moved"         | 2008 | Marc Klasfeld     |
| "Breakeven"                          | 2008 | Charles Mehling   |
| "Talk You Down"                      | 2009 | Charles Mehling   |
| "Before the Worst"                   | 2009 | Paul Minor        |
| "For the First Time"                 | 2010 | Charles Mehling   |
| "Nothing"                            | 2010 | Charles Mehling   |
| "If You Ever Come Back"              | 2011 | Charles Mehling   |
| "Science & Faith"                    | 2011 | Ethan Lader       |
| "Hall of Fame (featuring will.i.am)" | 2012 | Ethan Lader       |
| "Six Degrees of Separation"          | 2012 | Phil Harder       |
| "If You Could See Me Now"            | 2013 | Paul Banks        |
| "Millionaires"                       | 2013 | Paul Banks        |
| "Superheroes"                        | 2014 | Vaughan Arnell    |
| "No Good in Goodbye"                 | 2014 | Charlie Lightning |
| "Man on a Wire"                      | 2015 | Frank Borin       |
| "Rain"                               | 2017 | Calmatic          |
| "Arms Open"                          | 2017 | Frank Borin       |